# أورثوسيليكات ثوريوم رباعي
 أورثوسيليكات ثوريوم رباعي مركب كيميائي له الصيغة ThSiO4، ويكون على شكل بلورات بنية .